# Connecticut Bicentennials
O Hartford Bicentennials foi um time de futebol de Hartford, Connecticut, que jogava na North American Soccer League . A equipe jogou no Estádio Dillon .
Após a temporada de 1976, a equipe mudou-se para New Haven, Connecticut, e passou a se chamar Connecticut Bicentennials . O campo deles era o Yale Bowl . 
O nome da equipe teve origem no fato de que os Estados Unidos estavam chegando ao seu bicentenário em 1976 e Connecticut era uma das colônias britânicas originais. 
A franquia foi transferida para Oakland, Califórnia, para a temporada de 1978, onde ficaram conhecidos como Oakland Stompers . Os Stompers estiveram apenas na Bay Area por uma temporada antes de se mudarem para Edmonton, Alberta, para se tornarem os Edmonton Drillers das temporadas de 1979 a 1982. 